# Río Ruhr
El río Ruhr es un río de Alemania que discurre por el oeste del país, por el estado de Renania del Norte-Westfalia, un afluente por la margen derecha del río Rin en su curso inferior. El Ruhr tiene 235 km de largo y es un importante afluente de la margen derecha del bajo Rin. Este río es importante para el suministro de agua potable e industrial de la zona industrial más grande de Europa, el Ruhrgebiet (Región del Ruhr). 
A partir del siglo XIX, con la Revolución Industrial el río se convirtió en la gran ruta de transporte del carbón y en vertedero para las aguas residuales industriales. Para controlar la situación, desde los años 1980 se ha realizado una millonaria inversión para lograr la eliminación de las aguas residuales que ha desarrollado también un sistema de alerta teniendo en cuenta los estándares de higiene de la Unión Europea (UE).
No se debe confundir con el río de nombre similar "Rur", un afluente del río Mosa.

## Historia
El Región del Ruhr recibió su nombre del río. La industrialización de la región comenzó aquí, ya que el Ruhr se convirtió en una ruta de tráfico navegable en el siglo XVIII. Las capas de carbón emergieron cerca del río y se sumergieron más profundamente hacia el norte. Los primeros pozos se construyeron cerca del Ruhr y luego migraron más al norte para extraer el carbón a mayores profundidades. Entonces el área del Ruhr se desarrolló más al norte del Ruhr hacia el río Emscher.
Incluso antes de la revolución industrial, había molinos principalmente en el Valle del Ruhr, pero también una gran variedad fabricantes de artesanías cuya operación requería agua o energía hidroeléctrica. En Mülheim, la producción de cuero se desarrolló a partir del siglo XVII y tuvo su apogeo en los años 1920. La minería llegó a la región de Emscher en la segunda mitad del siglo XIX. Ya a principios del siglo XX, el término área de Ruhr se usaba ocasionalmente para toda la región industrial al norte del Ruhr, que todavía estaba en una fase de rápido crecimiento. Desde alrededor de 1930, el área del Ruhr ha sido percibida como el área metropolitana que fue creada y moldeada por las industrias mineras.
En mayo de 1943, durante la Segunda Guerra Mundial, cinco aviones militares británicos atacaron el Mohnesee con el objetivo de destruir su presa y crear un maremoto según lo planeado en la Operación Chastise. Esto se logró con la ayuda de bombas especiales de rodillos; El maremoto causó daños devastadores en su paso por los valles de Möhne y Ruhr a Essen, a unos 100 km de distancia. Según el historiador Max Hastings, es posible que murieran hasta 1600 personas, muchas de ellas trabajadores forzados no alemanes.
Essen fue durante décadas la ciudad minera más grande de Europa.

## Geografía

### Curso
El Ruhr nace en la ladera noreste del cerro "Ruhrkopf" (695,7 m ü. NN), unos 1,5 km al noreste de la localidad de Winterberg (distrito de Hochsauerland) dentro de la región montañosa del Sauerland. Tiene un recorrido total de 235 km y la altura en la desembocadura al Rin en Mülheim es de solo 17 m s. n. m., donde su caudal promedio es de 79 m³/s. Sus últimos 12 km antes de la desembocadura entre el Rin y el puerto Rin-Ruhr de Mühlheim son navegables.

### Localidades ribereñas

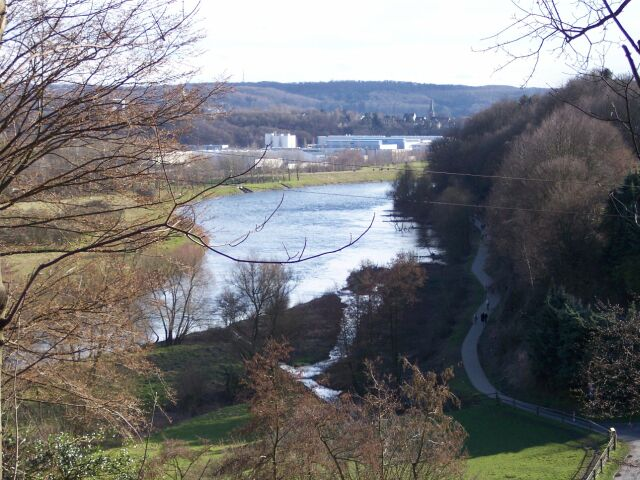
El Ruhr en Hattingen (Alemania).

El Ruhr primero pasa por las localidades de Meschede, Arnsberg, Wickede, Fröndenberg, Holzwickede, Iserlohn y Schwerte.
Luego marca el límite sur del área del Ruhr, pasando por Hagen, Dortmund, Herdecke, Wetter, Witten, Bochum, Hattingen, Essen, Mülheim y Duisburgo.
La región del Ruhr fue una importante zona industrial a principios del siglo XX, con muchas fábricas en la cuenca. La ocupación del Ruhr por Francia en la década de 1920 causó la conocida como Resistencia Pasiva, que vio reducirse la producción de las fábricas, agravada luego como resultado de la hiperinflación.

## Embalses
En su curso se disponen cinco presas hidráulicas que regulan el caudal del río y aprovechan eléctricamente su energía:
- Hengsteysee, entre Dortmund y Hagen (superficie: 1,36 km², altura de la presa: 4,5 m);
- Harkortsee, entre Hagen, Herdecke y Wetter (superficie: 1,37 km², altura de la presa: 7,8 m);
- Kemnader See, entre Witten y Bochum (superficie: 1,25 km², altura de la presa: 2,0 m);
- Baldeneysee, en Essen-Werden (superficie: 2,64 km², altura de la presa: 8,5 m);
- Kettwiger See, en Essen-Kettwig (superficie: 0,55 km², altura de la presa: 6,0 m).